# Joe Fraser
Joe Fraser (nascido em 6 de dezembro de 1998) é um ginasta artístico inglês. Ele é o campeão mundial de 2019 nas barras paralelas, o primeiro e único ginasta britânico a ganhar o ouro neste aparelho em campeonatos mundiais. Como membro da equipe sênior britânica desde 2017, ele também ganhou a prata por equipes no Campeonato Europeu de Ginástica Artística de 2018. Em 2021, no Campeonato Europeu de Ginástica realizado em Basileia, Fraser ganhou a medalha de bronze no cavalo com alças.

## Vida pessoal
Fraser nasceu em 6 de dezembro de 1998 com seis dedos em cada mão; ele teve os dedos adicionais removidos quando bebê.
Aos cinco anos, Fraser gostava de fazer flips em casa; sua mãe, preocupada com lesões, o enviou a um centro de ginástica para aprender a fazer as habilidades corretamente. Quando ele se aposentar, Fraser pretende se tornar um treinador de ginástica.

## Jogos Olímpicos
Nos Jogos Olímpicos de Verão de 2020 em Tóquio, Japão, Fraser competiu pela Grã-Bretanha. A equipe, composta por Max Whitlock, James Hall, Giarnni Regini-Moran e Fraser, ficou em quarto lugar com uma pontuação de 255,76. Fraser então continuou a competir nos Jogos e se classificou para a final individual geral, onde ficou em 9º lugar em seus jogos de estreia.